# Johnny Rutherford
John "Johnny" Sherman Rutherford III, född den 12 mars 1938 i Coffeyville, Kansas, USA, är en amerikansk före detta racerförare.

## Racingkarriär
Även om Rutherford föddes i Kansas så är han förknippad med Texas, där han växte upp och kallades därför för "Lone Star Johnny". Han vann Indianapolis 500 vid tre tillfällen; 1974, 1976 och 1980. Han vann även Indycar totalt 1980. I början av sin karriär körde Rutherford även NASCAR, där han vann ett race på Daytona 1963. Rutherford körde sitt sista race på Indy 1988, då han sedermera inte kvalade in till tävlingen under ytterligare tre försök. Han sista seger i Indycar kom 1984 i Michigan 500.